# Scaptonyx fusicaudus
Scaptonyx fusicaudus är ett däggdjur i familjen mullvadsdjur och den enda arten i sitt släkte. Djuret lever i östra Asien.

## Kännetecken
Med en kroppslängd mellan 6 och 9 centimeter (utan svans) är arten ett av de minsta mullvadsdjuren. Pälsen är kort och mjuk med hår som har en mörkgrå färg vid roten samt en brun färg vid spetsen. I kroppsformen liknar den de egentliga mullvadarna. De främre fötterna är smalare än hos detta släkte men bär trots allt kraftiga klor. Den tjocka svansen är bara glest täckt med styva hår. Svansens längd motsvarar ungefär en tredjedel av övriga kroppen (2 till 3 cm).

## Utbredning och levnadssätt
Arten förekommer i södra Kina (främst i provinserna Sichuan och Yunnan) och i norra Myanmar samt norra Vietnam. Habitatet utgörs av bergsregioner mellan 2 000 och 4 500 meter över havet. Scaptonyx fusicaudus skapar ett tunnelsystem tät under markytan. Hittills har bara ett fåtal individer hittats och därför är nästan ingenting känt om artens levnads- och fortplantningssätt.

## Systematik
Scaptonyx fusicaudus listas inte bara i ett eget släkte utan även i en egen släktgrupp, Scaptonychini. I fylogenin betraktas den vanligen som systertaxon till släktgruppen Talpini.